# Oscar Clark
Pour les articles homonymes, voir Clark.
Oscar Clark (né le 20 février 1989 à Atlanta) est un coureur cycliste américain.

## Biographie
Avec ses coéquipiers de Hincapie Racing, il prend la 21e place du championnat du monde du contre-la-montre par équipes en septembre 2015.

## Palmarès et classements mondiaux

### Palmarès
- 2009
  - 6e étape du Tour de l'Ohio
- 2011
  - 3e du Johnson City Omnium
- 2012
  - Grant Park Criterium
  - 5e étape du Tour de Chine I
- 2013
  - Fouche Gap Road Race
  - 5e étape de la Flèche du Sud
- 2016
  - Fort McClellan Road Race
  - Litespeed BMW Twilight Criterium
  - The Reading 120
  - 2e de l'Athens Twilight Criterium
- 2017
  - Grant Park Category State Criterium Championship
  - Bucks County Classic Criterium

### Classements mondiaux
| Année            | 2012 | 2013 | 2014 | 2015 | 2016 |
| ---------------- | ---- | ---- | ---- | ---- | ---- |
| UCI Asia Tour    | 124e |      |      |      |      |
| UCI America Tour |      | 345e |      |      | 78e  |
| UCI Europe Tour  |      | 899e |      |      |      |